# Apostelkirkens Sogn
Apostelkirkens Sogn var et sogn oprettet i 1905 i Vesterbro Provsti (Københavns Stift). Sognet lå i Københavns Kommune; indtil Kommunalreformen i 1970 lå det i Sokkelund Herred (Københavns Amt). 
Sognet med Apostelkirken indgår nu som en del af Vesterbro Sogn. Oprindeligt før sognet blev oprettet i 1905 var det en del af Sankt Matthæus Sogn.